# Rubrinvolvulus semiruberrimus
Rubrinvolvulus semiruberrimus is een keversoort uit de familie Rhynchitidae. De wetenschappelijke naam van de soort is voor het eerst geldig gepubliceerd in 1969 door Voss.